# Lo Queixigar
Lo Queixigar és un indret del terme de Sant Esteve de la Sarga, al Pallars Jussà, en el territori de l'antic poble de Mont-rebei.
Està situat a l'extrem sud-oest del terme, a prop i al sud-est del Congost de Mont-rebei. Està situat a la dreta del barranc de Matamala, a llevant de la partida de Matamala. A llevant seu hi ha el barranc de l'Obaga Gran.